# 鸡鸣乡
鸡鸣乡，是中华人民共和国重庆市城口县下辖的一个乡。位于城口县南部，面积87平方公里，人口约4850人（2004年），下辖6个行政村和1个社区居委会。